# Erik Hartsuiker
Frederik Klaas Jan (Erik) Hartsuiker  (Avereest, 19 oktober 1940 – Amsterdam, 13 januari 2019) was een Nederlandse roeier. Hij vertegenwoordigde Nederland tweemaal op de Olympische Spelen en won hierbij in totaal één medaille.

## Loopbaan
In 1964 maakte hij met zijn olympisch debuut op de Spelen van Tokio op het onderdeel twee met stuurman. De Nederlandse equipe drong hierbij door tot de finale en behaalde hierbij een derde plaats in 8.23,42 achter de Verenigde Staten (8.21,23) en Frankrijk (8.23,15).
Vier jaar later vertegenwoordigde hij Nederland op de Olympische Spelen van Mexico-Stad op het onderdeel vier met stuurman. Het Nederlandse team werd in de eerste serie van de eliminaties tweede in 7.08,15. In de halve finale eindigde ze als zesde in 7.08,68. Op 18 oktober 1968 eindigde ze in de kleine finale (B-finale) als derde in 6.51,77 achter Roemenië (6.46,68) en Argentinië (6.50,54) en werden hierdoor negende overall.
Hartsuiker was in zijn actieve tijd als sportman aangesloten bij de Utrechtse studentenroeivereniging Triton. Hij studeerde rechtswetenschappen en werd later notaris. Hij overleed in 2019 op 78-jarige leeftijd.

## Palmares

### Roeien (twee met stuurman)
- 1964:  OS - 8.23,42

### Roeien (vier met stuurman)
- 1968: 9e OS Mexico-Stad - 6.51,77

Herman Rouwé · 
Erik Hartsuiker · 
Jan Just Bos (stuurman)
Herman Rouwé · 
Erik Hartsuiker · 
Berend Brummelman · 
Tom Dronkert · 
Otto Weekhout (stuurman)